# Alvank
Alvank (Armeens: Ալվանք) is een dorp in Armenië gelegen in de marzer (provincie) Syunik.
Het dorp ligt 209 kilometer (hemelsbreed) van de Jerevan (de hoofdstad van Armenië) af. In 2010 woonden er volgens de statistieken 343 inwoners.. In het dorp staat een kerk met bijgebouwen behorend tot een abdij, de Kusanats Anapat, waarvan de oudste overblijfselen (deels ruïne) teruggaan tot de twaalfde eeuw. Deze vormen gezamenlijk een rijksmonument.

## Galerij

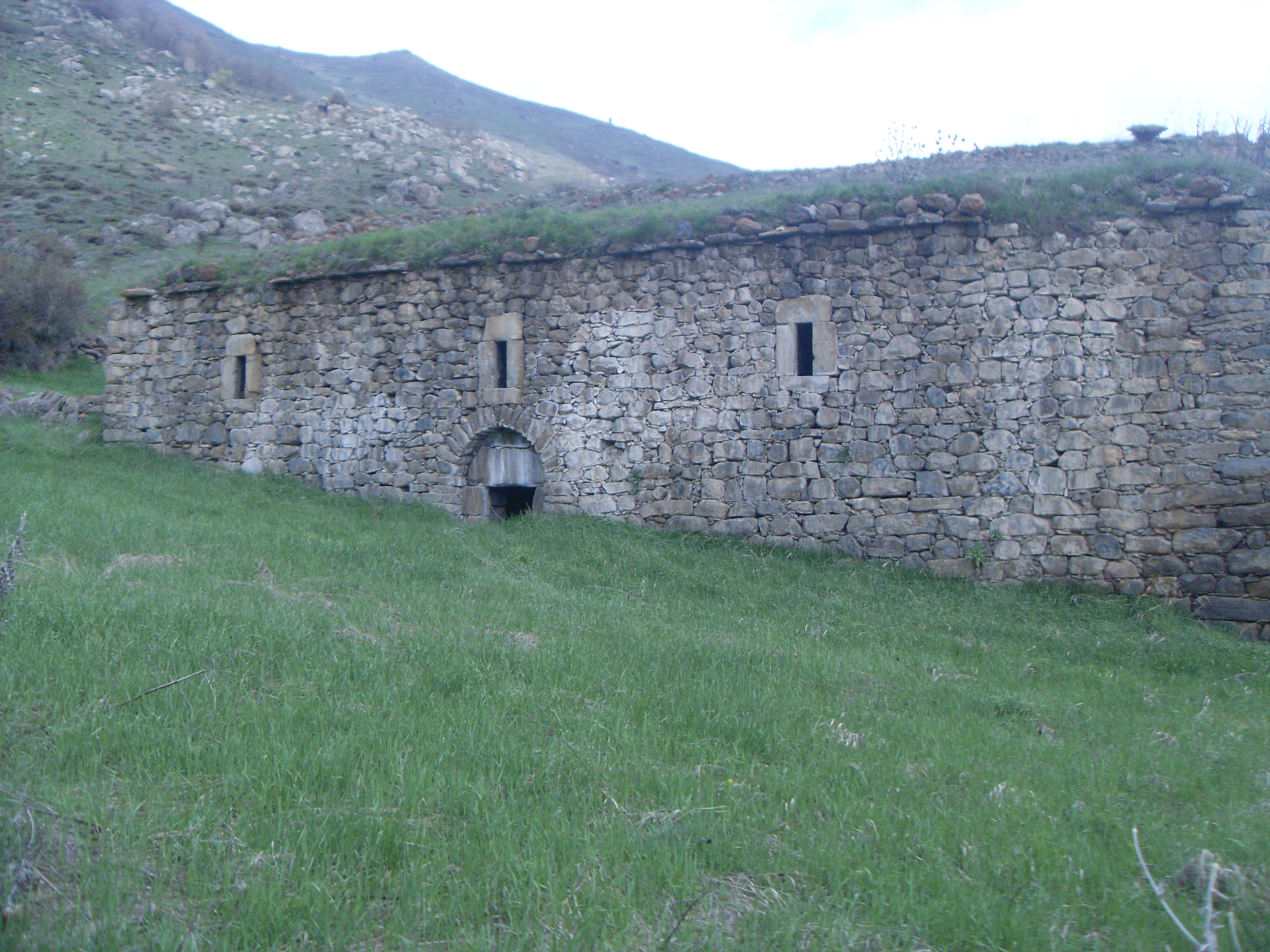
Kusanats Anapat, kerk
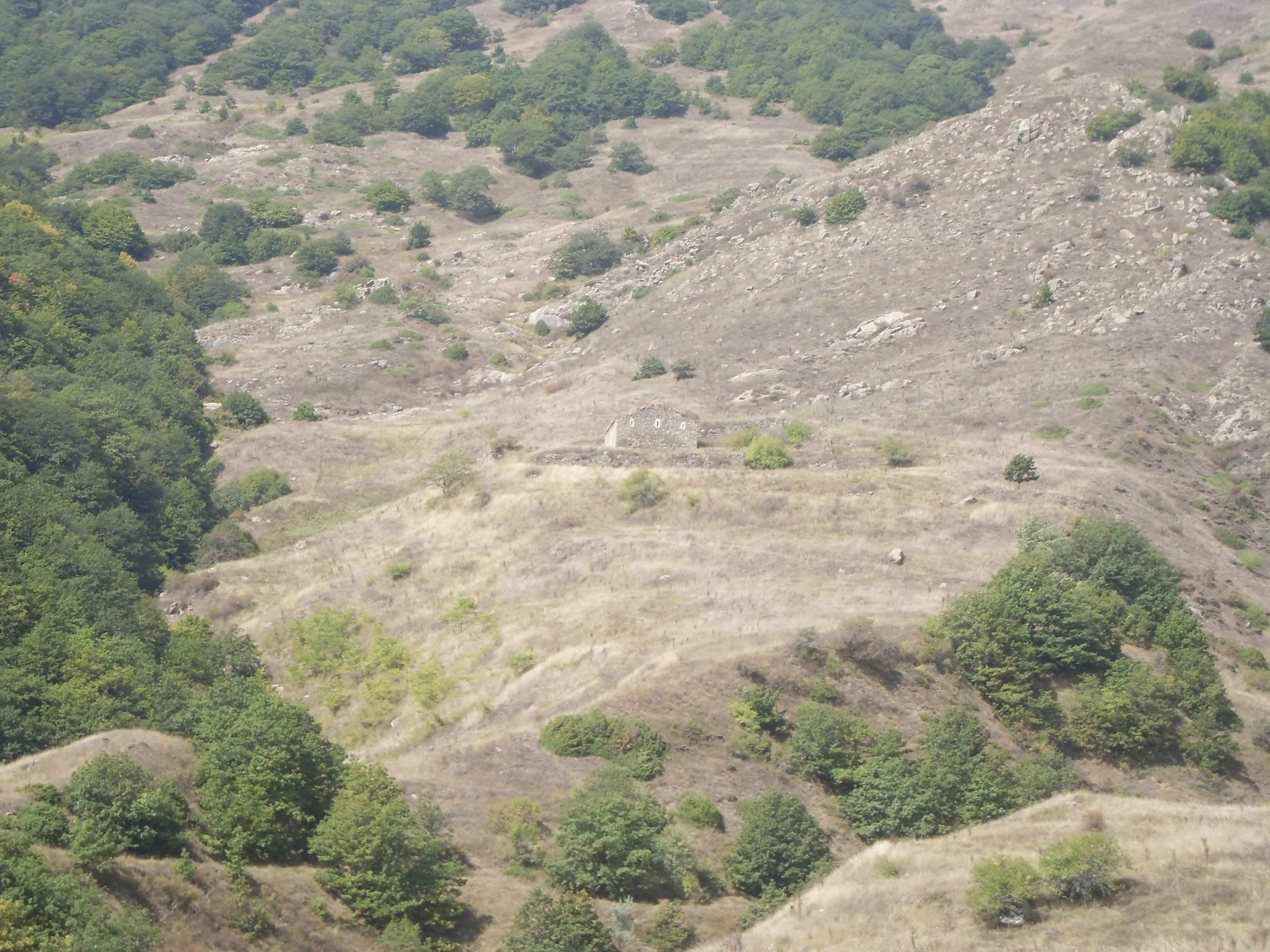
Overzicht Kusanats Anapat
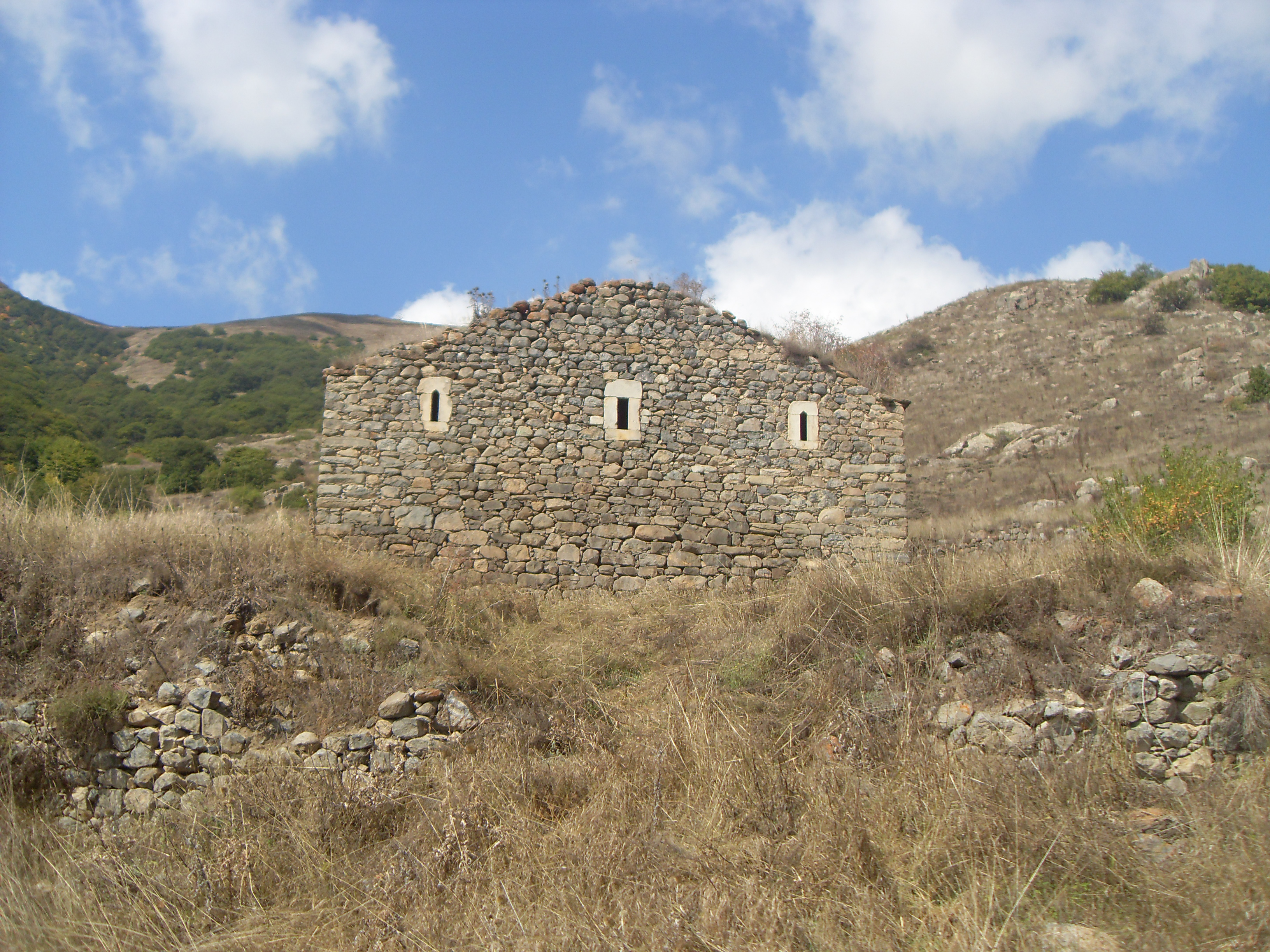
Kusanats Anapat, kerk
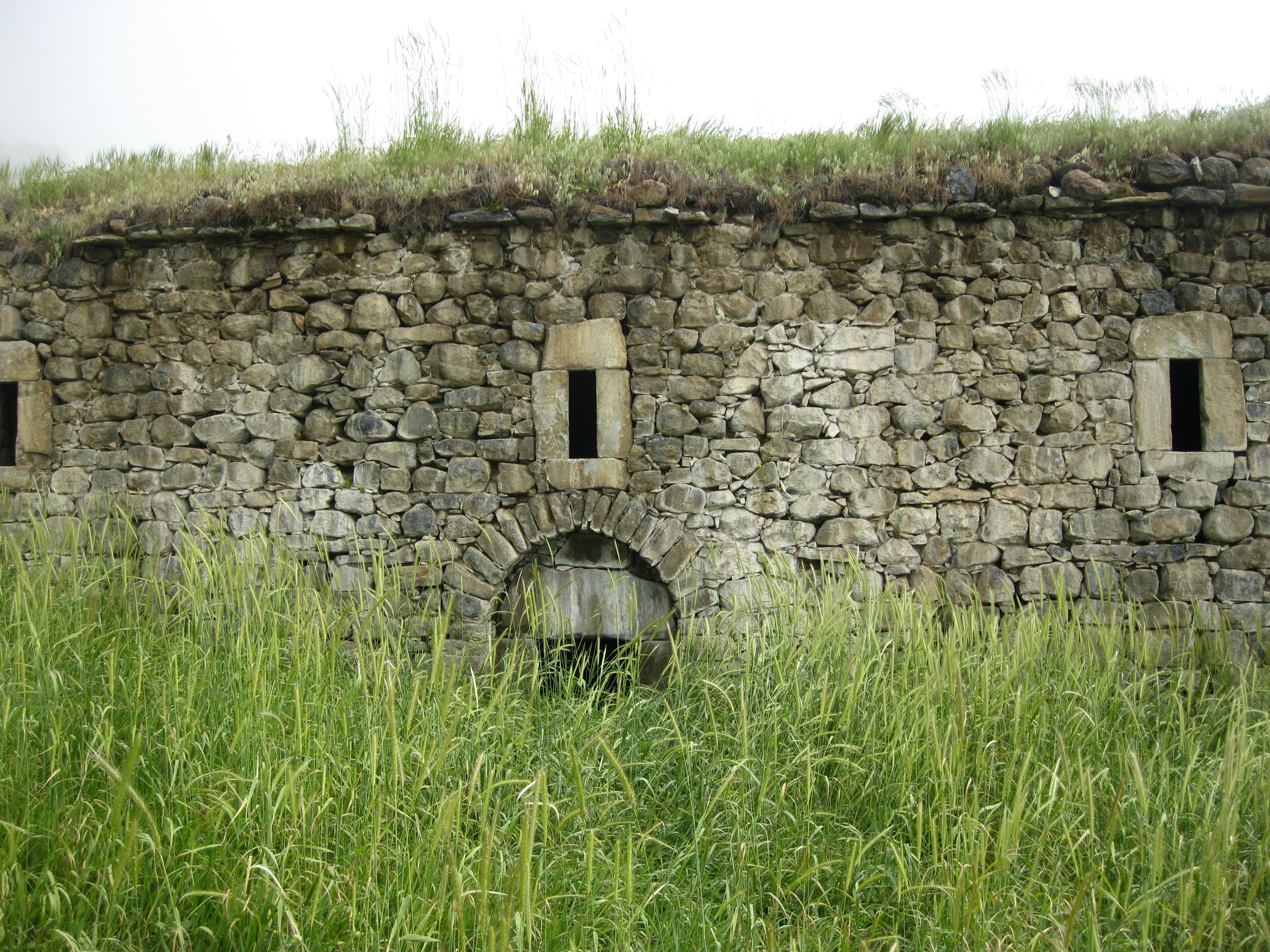
Kusanats Anapat, kerk
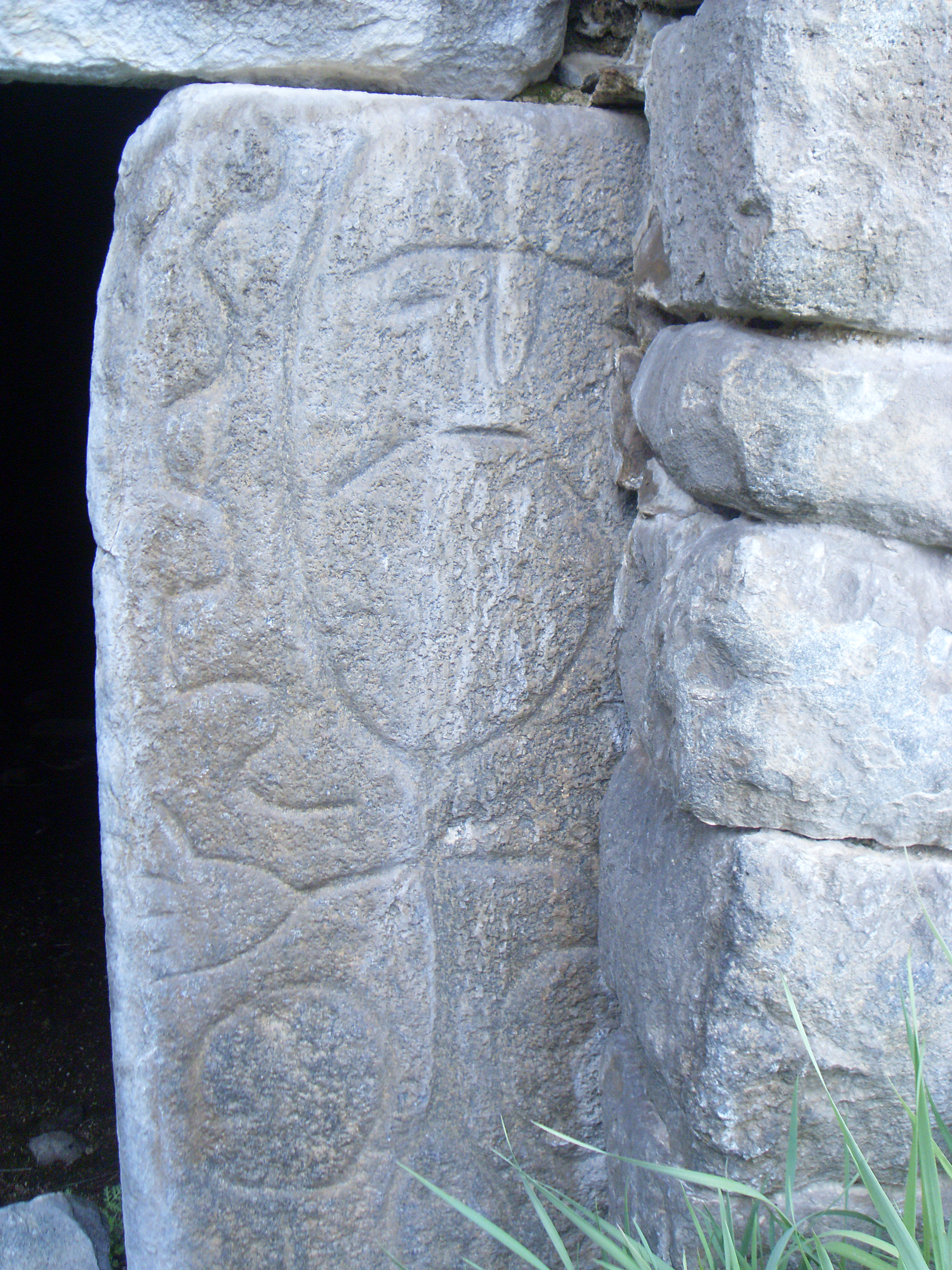
Kusanats Anapat, graftombe